# Ario Ebrahimpour Mirzaie

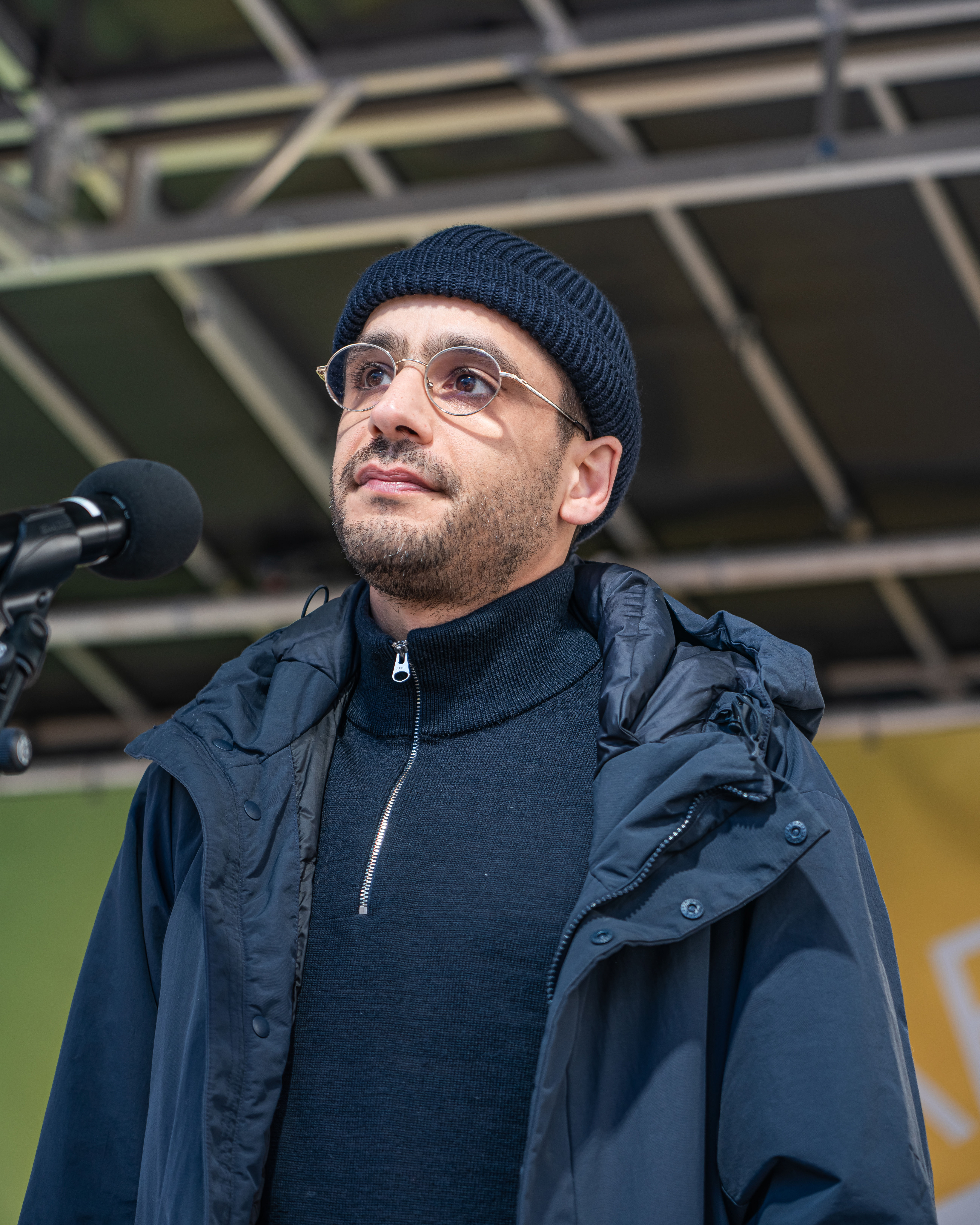
Ario Mirzaie (2024)

Ario Ebrahimpour Mirzaie (* 1985 in Köln) ist ein deutscher Politiker (Bündnis 90/Die Grünen). Seit 2023 ist er Mitglied des Abgeordnetenhauses von Berlin.

## Leben
Mirzaie wurde 1985 als Kind iranischer Eltern in Köln geboren. Nach dem Abitur zog er zum Studium nach Berlin. Das Studium am Otto-Suhr-Institut der FU Berlin schloss er als Diplom-Politologe ab. Anschließend absolvierte er ein Volontariat. Bis zu seinem Einzug ins Abgeordnetenhaus 2023 war er als Campaigner bei Campact tätig.
Er lebt in Berlin-Wedding.

## Politik
Mirzaie trat zunächst der Grünen Jugend und später Bündnis 90/Die Grünen bei.
Er trat bei der Wahl zum Abgeordnetenhaus von Berlin 2021 und der Wiederholungswahl 2023 im Wahlkreis Mitte 5 an. Nachdem er bei der Wahl 2021 den Einzug ins Berliner Landesparlament verpasst hatte, zog er 2023 über die Landesliste ins Abgeordnetenhaus ein, da Stefanie Remlinger auf die Annahme ihres Mandats verzichtet hatte.

## Trivia
Mirzaie war 2014 Kandidat bei der TV-Sendung Wer wird Millionär? und gewann 32.000 Euro.